# Anatololacerta anatolica
Anatololacerta anatolica là một loài thằn lằn trong họ Lacertidae. Loài này được Werner mô tả khoa học đầu tiên năm 1902.